# دیدار یار
دیدار یار (به هندی: Deedar-E-Yaar) فیلمی محصول سال ۱۹۸۲ و به کارگردانی اچ.اس. راویل است. در این فیلم بازیگرانی همچون جیتندرا، ریشی کاپور، ریکا، تیان آمبانی، رینا روی، دون ورما و نیروپا روی ایفای نقش کرده‌اند.